# Judo under sommer-OL 2016 – 73 kg (herrer)
Mændenes 73 kg konkurrence i judo under sommer-OL 2016 i Rio de Janeiro fandt sted den 8. august 2016 på Carioca Arena 2.